# Vulgata Clementina
Die Vulgata Clementina (Clementinische Vulgata, auch Vulgata Sixto-Clementina) ist eine erstmals 1592 erschienene Ausgabe der als Vulgata bekannten lateinischen Bibelübersetzung. Sie war seit ihrer Promulgation 1592 und bis ins 20. Jahrhundert die in der römisch-katholischen Kirche verbindliche Ausgabe der lateinischen Bibel.

## Vorgeschichte
Das Konzil von Trient hatte 1546 die Vulgata als authentische Bibelfassung bestätigt, die in verbesserter Form neu gedruckt werden sollte. In Löwen wurde die sogenannte Löwener Vulgata erstellt, von der von 1546 bis 1583 drei Auflagen erschienen. In Rom arbeiteten seit 1569 mehrere päpstliche Kommissionen an einer Verbesserung des Bibeltextes. Papst Sixtus V. verwarf 1588 die Ergebnisse dieser Arbeit und ließ kurz vor seinem Tod 1590 eine maßgeblich von ihm selbst gestaltete Vulgata-Ausgabe drucken, die er „auf immer“ als einzige zulässige Bibelausgabe promulgierte.
Schon vor der Publikation hatte es an der Kurie erheblichen Widerstand gegen die Vulgata Sixtina gegeben, der nach dem Tod Sixtus’ weiter zunahm. Roberto Bellarmino konnte Papst Gregor XIV. und später Clemens VIII. überzeugen, eine neue Fassung der Vulgata publizieren zu lassen.

## Inhalt und Gestaltung

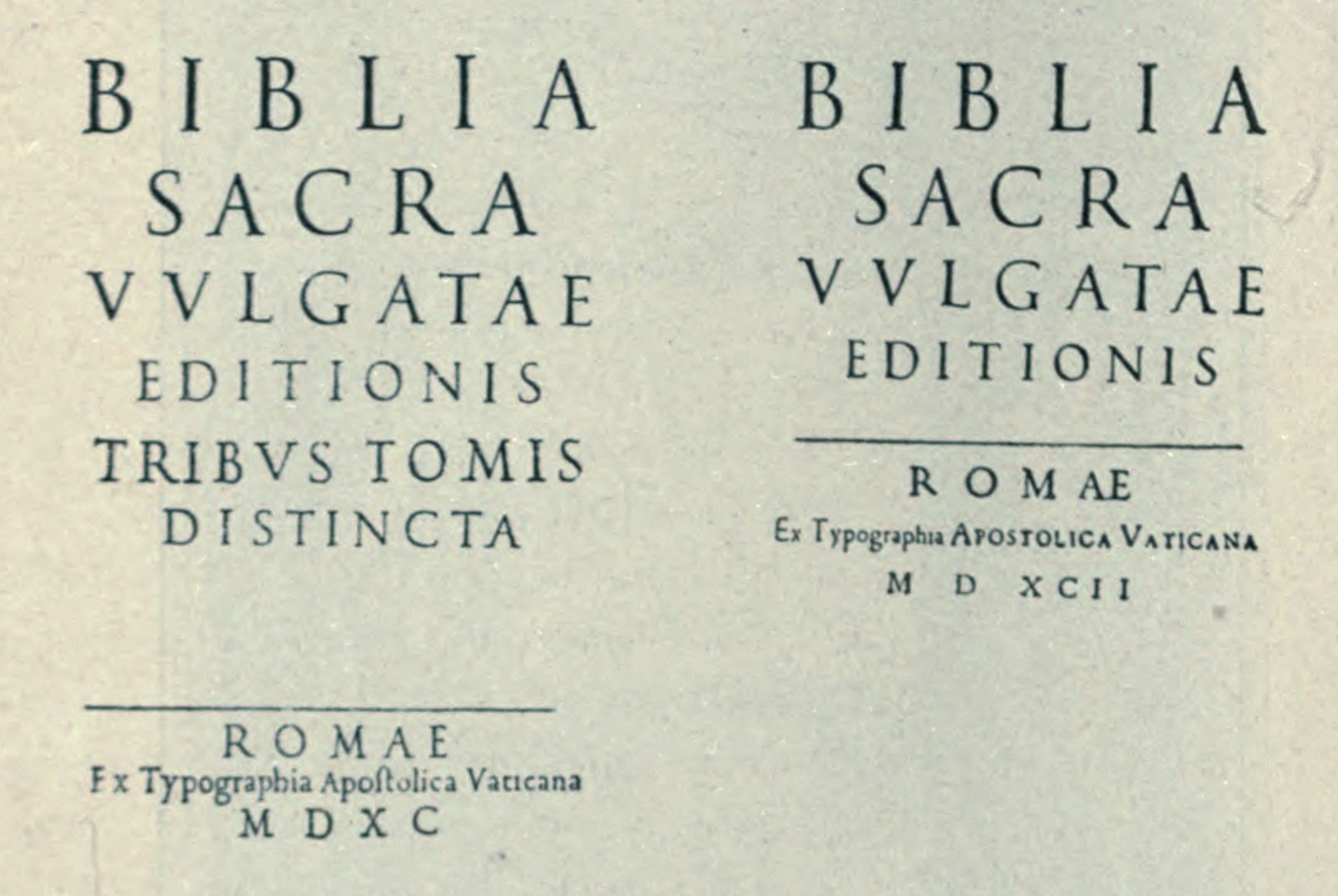
Die Titelseite der Clementinischen Vulgata von 1592 (rechts) wurde sehr ähnlich wie die der Sixtinischen Vulgata von 1590 gestaltet.

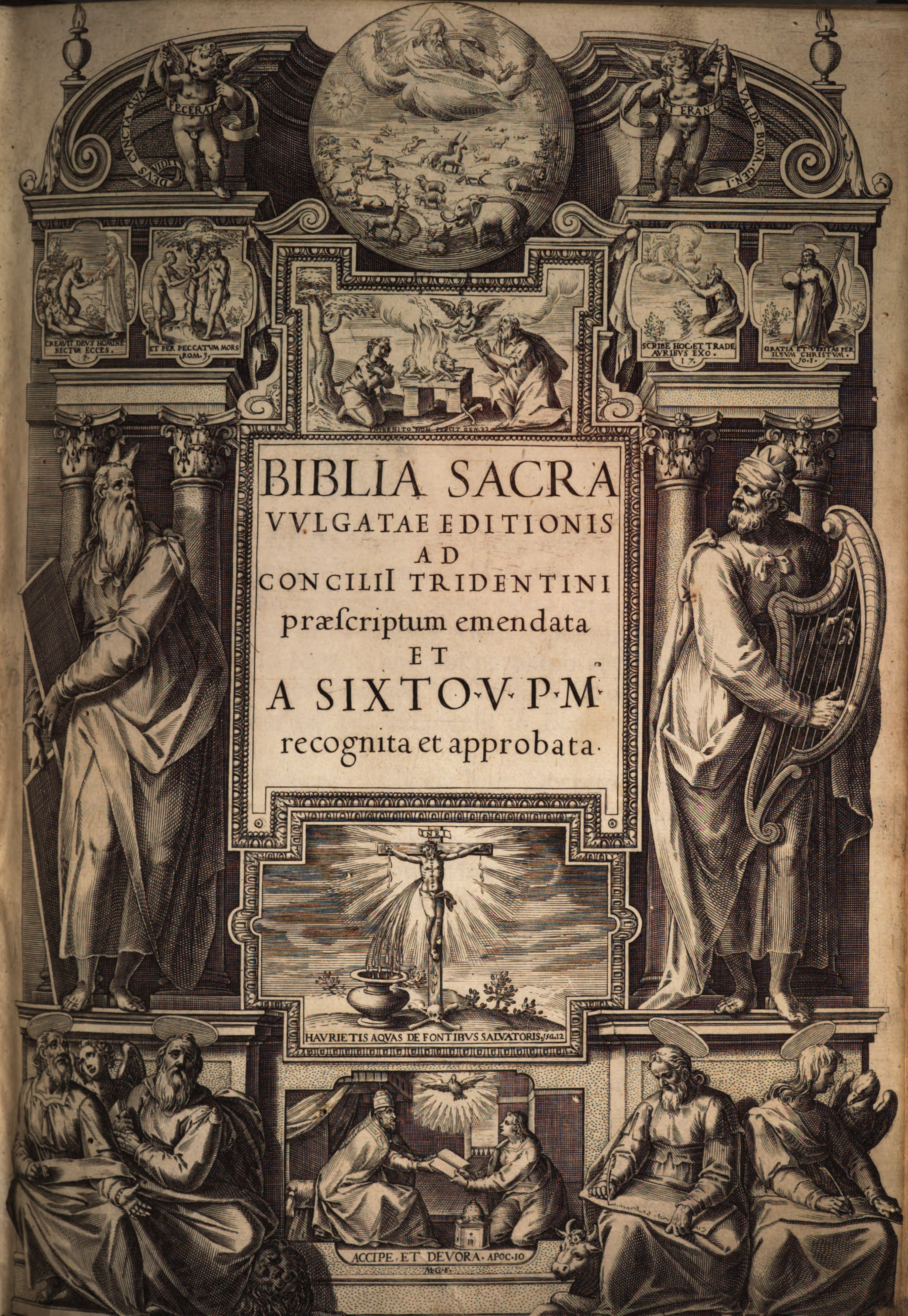
Das Frontispiz der Sixtinischen Vulgata wurde auch für die Vulgata Clementina von 1592 verwendet.

Diese 1592 erschienene Vulgata Clementina wurde im Vorwort so präsentiert, als ob es sich um lediglich eine verbesserte Sixtina handelte. Auch die Titelseite und das (aus der Sixtinischen Vulgata übernommene) Frontispiz erweckten den Eindruck, als ob die Ausgabe von 1592 mit der von 1590 identisch sei, zumal zwar der Name Sixtus’, aber nicht der Clemens’ genannt wird. Das Druckbild wurde ebenfalls bewusst sehr ähnlich wie das der Sixtina gestaltet, unter Verwendung der gleichen Lettern und des gleichen Layouts. Im Vorwort behauptete Bellarmino zudem, Sixtus selbst habe angesichts angeblicher Druckfehler eine Überarbeitung seiner Bibel gewünscht.
Tatsächlich korrigierte die Vulgata Clementina aber kaum Druckfehler, sondern revidierte systematisch die von Sixtus vorgenommenen Eingriffe. Anders als die Sixtina enthält die Clementina im Anhang das 3. und 4. Buch Esra, das 3. Buch der Makkabäer und das Gebet des Manasse. Statt die von Sixtus eingeführte Einteilung der Kapitel und Verse beizubehalten, kehrte die Clementina wieder zu der Einteilung zurück, welche Robert Estienne 1540 etabliert hatte und die weitgehend bis heute üblich ist. Die meisten von Sixtus eingeführten einzelnen Lesarten wurden ebenfalls revidiert. Insgesamt unterschieden sich die beiden Bibel-Ausgaben an rund dreitausend Stellen. Da der Verkauf der Vulgata Sixtina verboten und erhaltene Exemplare vernichtet wurden, war ein Vergleich beider Fassungen aber praktisch schwierig und beide Ausgaben wurden oft verwechselt.
Für die Korrekturen am Bibeltext konnten sich die mit dieser Aufgabe betrauten Kardinäle auf die Vorarbeiten der verschiedenen päpstlichen Kommissionen stützen, die 1569 bis 1588 an der Verbesserung des lateinischen Textes gearbeitet hatten. Indirekt fanden daher auch der hebräische und der griechische Bibeltext Berücksichtigung, die teilweise von den gleichen Gelehrten im Rahmen der Erstellung der römischen Septuaginta bearbeitet worden waren. Von den Vulgata-Textzeugen waren der Codex Amiatinus und die Löwener Vulgata besonders wichtig. Letztere lag in Form des Handexemplars von Antonio Carafa vor, der dort zahlreiche Konjekturen eingetragen hatte (Codex Carafianus; heute BAV, Vat. lat. 12959/12960). Von der Vulgata Sixtina lag ein Exemplar vor, in das Sixtus V. und seine engsten Mitarbeiter Korrekturen eingetragen hatten (heute Rom, Biblioteca Angelica, B-18-3).
Die Clementina ist in relativ großer Eile erstellt worden, was sich unter anderem in einer hohen Zahl von Druckfehlern niederschlug (deutlich mehr als in der Vulgata Sixtina). Diese sind in der zweiten Auflage von 1593 teilweise und in der dritten von 1598 fast vollständig beseitigt worden.

## DieVulgata Clementinaim 17.–20. Jahrhundert
Die Vulgata Clementina blieb von 1592 bis ins 20. Jahrhundert die in der katholischen Kirche verbindliche Ausgabe der lateinischen Bibel. Vor allem im 16.–19. Jahrhundert wurden nicht nur abweichende Ausgaben der Vulgata, sondern auch textkritische Arbeiten zur lateinischen Bibel regelmäßig verboten. Die Erstellung entsprechender Werke unterlag kirchlichen Strafen, die Bücher selbst wurden auf den Index librorum prohibitorum gesetzt. Die Erforschung der lateinischen Bibel wurde daher überwiegend von nicht-katholischen Autoren betrieben. Dennoch gab es auch katholische Gelehrte, die sich nach 1590 mit dem Wortlaut der Vulgata beschäftigten, insbesondere in Löwen (François Luc de Bruges, Hendrik van Bukentop).
Ab dem 17. Jahrhundert nannte das Titelblatt verschiedener Ausgaben der Vulgata Clementina die Namen von Sixtus V. und Clemens VIII., weshalb die Bibel auch als Sixto-Clementina bekannt ist.
Im 20. Jahrhundert gab es in der römisch-katholischen Kirche mehrere Ansätze, die Vulgata nach modernen Kriterien neu herauszugeben. Pius X. beauftragte 1907 den Benediktinerorden mit der Erstellung einer kritischen Edition, die auch die hebräischen und griechische Bibel berücksichtigen sollte. In der historischen und theologischen Forschung hat sich die sogenannte Stuttgarter Vulgata als Standardwerk durchgesetzt, eine von Robert Weber erarbeitete kritische Ausgabe, die erstmals 1969 veröffentlicht wurde. Für den liturgischen Gebrauch und zur Verwendung bei Übersetzungen soll die Nova Vulgata dienen, die 1979 als editio typica promulgiert wurde.

## Ausgaben
- Biblia sacra vulgatae editionis, Rom 1592 (Digitalisat)
- Leander van Eß (Hrsg.): Biblia Sacra, Vulgatæ Editionis, Sixti V et Clementis VIII, 1590, 1592, 1593, 1598, 3 Bände, Tübingen 1822. (Digitalisat)